# Anselmo José Braamcamp

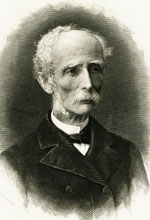
Anselmo José Braamcamp.

Anselmo José Braamcamp de Almeida Castelo Branco (Lissabon, 23 maart 1817 - 13 november 1885) was een Portugees politicus ten tijde van de monarchie. Hij was de voorzitter van de Historische Partij, later de Progressieve Partij. Tevens was hij minister van Binnenlandse Zaken en van Financiën en premier van Portugal.

## Levensloop
Braamcamp, jurist en vrijmetselaar, was een trouwe aanhanger van de Historische Partij en werd in 1851 verkozen tot parlementslid. Van 1862 tot 1864 had hij zijn eerste regeringservaring toen hij in de tweede regering van Nuno José Severo de Mendoça Rolim de Moura Barreto, een beduidende politicus van de Historische Partij, minister van Binnenlandse Zaken. Van 1869 tot 1870 was hij in diens derde regering minister van Financiën.
Van 1871 tot 1877 regeerde in Portugal de conservatieve Regeneratiepartij van António Maria de Fontes Pereira de Melo en de Historische Partij bevond zich in de oppositie. In 1875 overleed partijvoorzitter de Mendoça Rolim de Moura Barreto, waarna Braamcamp het partijvoorzitterschap van de Historische Partij en dus het oppositieleiderschap overnam. In 1876 stierf ook Bernardo de Sá Nogueira de Figueiredo, die lid van de Historische Partij was geweest, maar na een conflict met de Mendoça Rolim de Moura Barreto met een aantal aanhangers de partij verlaten had en de Reformistische Partij had opgericht. Sá Nogueira de Figueiredo was het enige kopstuk van de Reformistische Partij en de partij kende na zijn dood een grote crisis. Braamcamp maakte daarvan gebruik om hetzelfde jaar nog de Historische Partij en de Reformistische Partij te fuseren tot de Progressieve Partij. Daardoor werden alle oppositiepartijen verenigd en had de oppositie een grotere kans om de conservatieve regering te beëindigen.
Op 29 mei 1879 kwam de conservatieve regering na een schandaal over de relaties van de minister van Financiën met de koloniale bank ten val. Enkele dagen later, op 1 juni, werd Braamcamp benoemd tot premier. Zijn regering zou echter niet lang in functie blijven. Fontes de Melo had erg weinig zin om zijn macht af te geven en voerde een compromisloze oppositiepolitiek tegen Braamcamp. In 1881 kon hij via een motie van wantrouwen de regering-Braamcamp ten val brengen om zo zelf weer aan de macht te komen. Vervolgens werd Braamcamp opnieuw oppositieleider. Hij overleed in 1885, nog voordat de Progressieven opnieuw de macht konden grijpen. José Luciano de Castro nam het partijvoorzitterschap over en in 1886 werd die premier nadat de Progressieven terug in de regering kwamen.
- International Standard Name Identifier: 0000 0000 6950 4742
- Virtual International Authority File: 99296813